# バーン (ニール・ヤングのアルバム)
『バーン』（Barn）は、カナダ系アメリカ人のシンガー・ソングライター、ニール・ヤングの43枚目のスタジオ・アルバムであり、アメリカのロック・バンド、クレイジー・ホースとの14枚目の共作である。このアルバムは2021年12月10日にリプリーズ・レコードからリリースされた。ヤングの妻ダリル・ハンナが監督した同名の単独映画もストリーミングとブルーレイでリリースされた。

## 制作背景
このアルバムはヤングにとって新型コロナウィルス・パンデミック以来初の作品であり、セッションは2019年以来のレコーディングを試みた。ニルス・ロフグレンはこう説明する。「4月か5月にニールが連絡を取ってきて、『いいか、俺たちは早くても来年の夏まで演奏できそうにないんだ、1年半もバンドとして何もしないなんて、変な感じだよ。書いた曲が4曲あるんだ。ロッキー山脈に安全に集まって、楽器をつけて旧友として何曲かレコーディングしないか？数ヶ月に一度、安全な場所に集まって、検査やマスクや予防接種を受けて、3回くらい旅行したらアルバムができるかもしれない』って言ったんだ」。
ロフグレンはこう続ける。「予定では4曲だった。彼はもう1曲書くかもしれないと思っていた。彼は、1年を通して2、3カ所でそれをやるかもしれないと思っていた。素晴らしいことに、彼は書き続けた。突然、10曲もできたんだ。ニールがこのアイデアを思いついたとき、プロのミュージシャンとしてだけでなく、半世紀以上の付き合いのある素晴らしいプレイヤーたちと一緒に新しい音楽を作ることができるなんて、まさに天の恵みだった。昔話をしながら旧友と語り合うのも素晴らしいことだが、30分ごとに立ち上がって2、3時間演奏し、新しい音楽を創り出す。それが本当の贈り物だ」。

## 曲制作
このアルバムでヤングは、曲のフィーリングや感情を失わないように、曲を書いたらできるだけ早くレコーディングしようとした。
ヤングは自身のウェブサイトに2021年に投稿した記事の中で、『Heading West』は、両親の離婚後、子供の頃に新しい生活を始めるためにオンタリオ州からウィニペグに引っ越したことを回想していると述べている。「母と私は一緒に国を横断し、西へ向かった。母はやり直すために故郷に戻る途中だった。僕は彼女と一緒にそこに向かう途中だった。これは、僕と母、そしてその 「成長期 」のことを歌った曲だ。このように母を思い出せるのはとても素晴らしいことだ！」。

## レコーディング
アルバムはコロラド州にある1870年代の納屋（Barn）の中でレコーディングされた。ヤングはセッションのために、倒壊した納屋を再建させたと彼は説明する。「倒壊して土に還りそうだったから、本物の納屋建築の名人に頼んで建て直したんだ。昔の図面や古い写真と同じように作り直したんだ」。彼はこう続ける。「素晴らしいポンデローサ・パイン（松の一種）を手に入れたんだ。丸太が重なり合うことで、丸みの波紋が生まれるんだ。四角形はないんだ。四角形は音の敵だ。定在波が発生し、ある周波数が飛び出して他の周波数が消えてしまう。だから、レコーディングの際にはそのすべてを補正しなければならない。私たちはほとんどその必要がなかった。建物の中で、すべてが本当にいい音で聴こえた」。
曲はバンドとしてライヴ録音され、しばしばファースト・テイクが使われた。プロデューサーのニコ・ボーラスは、「オーバーダビングややり直しはいつでもできるけど、ファースト・テイクを2度やることはできない。ニールや特にあのバンドが入ってくるとき、彼らはレコードを作ろうとは考えていない。お互いのことを考えているんだ。だから、もしみんなが入ってきたときにレコーディングしていたら、私が言うようなミスはすべて天使からもたらされることになる。そうすれば、それを装飾することができる。より良いものにするためのアイデアがある。ニールが全部やってくれる。でも、最初のインスピレーションをいじってはいけない」と述べた。
このセッションでロフグレンが弾いたピアノは「ゴールド・ラッシュ・アップライト」と呼ばれるもので、以前『アフター・ザ・ゴールド・ラッシュ』（1970年）で使っていたものだ。
ロフグレンは「18歳のときに「Southern Man」を弾いたピアノなんだ。そして 「Only Love Can Break Your Heart」と「Don't Let It Bring You Down」もだ。だから、70歳になって同じピアノの前に座ると、本当に不気味で、呪われたような、美しい気持ちになるんだ」と語った。
ニルス・ロフグレンにとって、レコーディング中のハイライトのひとつは「ウェルカム・バック」の撮影だった。彼はこう説明する： 「アグレッシブなテイクをやっていて、それから休憩したんだ。そしてニールが歌い始めたんだ。僕らが本格的に動き出す前に、ビートニク的な、ポエトリー・クラブ的な、不気味な語りをね。ラルフィーとビリーがリズムを全部吸収して、僕らはそこにとどまった。そこでちょっとしたインタープレイが始まって、それが美しくて、8分間くらい延々と続いたんだ。あれは私のお気に入りの瞬間だった」。
ヤングの妻ダリル・ハンナはiPadでセッションを撮影し、73分のドキュメンタリーを制作した。

## 評価
| 専門評論家によるレビュー | 専門評論家によるレビュー |
| 総スコア                 | 総スコア                 |
| 出典                     | 評価                     |
| ------------------------ | ------------------------ |
| Metacritic               | 75/100                   |
| レビュー・スコア         |                          |
| 出典                     | 評価                     |
| AllMusic                 | [ 13 ]                   |

ロバート・クリストガウは自身の 「Consumer Guide」欄で『Barn』に 「A」評価を付け、2009年の『フォーク・イン・ザ・ロード』以来となるヤングの新曲を集めた価値あるアルバムだと評価した。そのアルバムと比較して、彼は次のように述べている。「クレイジー・ホースは、2003年の『グリーンデイル』の時点で彼らのボスが抱いていたグリーン・コンシャスネスが、より過激に、そして残念なことに、しかしそれにふさわしく、よりダークになるにつれ、（ここでは）より静かで優しくなっている」。クリストガウの中でのハイライトは 「Canerican」、「Change Ain't Never Gonna」、「Human Race」、「Tumblin' Through the Years」、「Don't Forget Love 」だが、彼が最も感銘を受けたのは 「Welcome Back 」だった、 その誠実さはヤングのギターに表れている、「とても静かで思いやりがあり、まるで愛のように感じられる。彼は最終的にこのアルバムを2021年のベストアルバムに選んだ。
PopMattersに寄稿したジョン・アーメンは、このプロジェクトに7/10の評価を与え、「崇高さ対繊細さ、最大主義対広々さ、フリー・インプロヴィゼーション対正確なコンポジションといった彼らのナビゲーションは、まるで無尽蔵の文体の鉱脈のようだ... 」と結論づけている。

## 収録曲
| #   | タイトル                     | 作詞 | 作曲・編曲 | 時間 |
| --- | ---------------------------- | ---- | ---------- | ---- |
| 1.  | 「Song Of The Seasons」      |      |            | 6:04 |
| 2.  | 「Heading West」             |      |            | 3:23 |
| 3.  | 「Change Ain't Never Gonna」 |      |            | 2:53 |
| 4.  | 「Canerican」                |      |            | 3:12 |
| 5.  | 「Shape Of You」             |      |            | 2:55 |
| 6.  | 「They Might Be Lost」       |      |            | 4:32 |
| 7.  | 「Human Race」               |      |            | 4:14 |
| 8.  | 「Tumblin' Thru The Years」  |      |            | 3:20 |
| 9.  | 「Welcome Back」             |      |            | 8:28 |
| 10. | 「Don't Forget Love」        |      |            | 3:48 |

## 参加ミュージシャン
- ニール・ヤング - ヴォーカル、ギター、ピアノ、ハーモニカ
- ニルス・ロフグレン - バッキング・ヴォーカル、ギター、ピアノ、アコーディオン
- ビリー・タルボット - バッキング・ヴォーカル、ベース
- ラルフ・モリーナ - バッキング・ヴォーカル、ドラムス

制作スタッフ
- ジェニス・ヘオ - アートディレクション
- ニコ・ボーラス - プロデューサー
- ダリル・ハンナ - 撮影、クリエイティブディレクション
- アダム・CK・ヴォリック - 撮影
- ラリー・クラッグ - 撮影
- ガイ・シャルボノー - エンジニアリング
- アンソニー・カタラーノ - エンジニアリング
- クリス・ベルマン - マスタリング
- スティーブ・ドライマルスキー - プロダクション・マネージャー
- フランク・ジロンダ - ディレクション
- シンディ・ピータース - プロダクション・コーディネーター